# Гурни Халлек
Гурни Халлек — персонаж романов Фрэнка Герберта из цикла «Дюна» и их экранизаций. Воин-трубадур, фанатично преданный Дому Атрейдес и лично герцогу Лето. Он обучал Пола Атрейдеса воинскому искусству, впоследствии стал его близким другом и соратником. После гибели герцога Лето Халлек со своим отрядом примкнул к контрабандистам, позже поступил на службу герцогу Полу. Изображён как прекрасный игрок на балисете, знаток старинных стихов, песнопений и афоризмов. В фильме Дэвида Линча «Дюна» Халлека играет Патрик Стюарт, в фильмах Дени Вильнёва «Дюна» и «Дюна: Часть вторая» — Джош Бролин.

## История персонажа
Фрэнк Герберт описывает Гурни Халлека как «уродливого, глыбоподобного человека» с лиловым шрамом через всё лицо. В фильме Дэвида Линча «Дюна» Халлека сыграл Патрик Стюарт, в мини-сериале «Дюна» — Пи-Эйч Мориарти, в фильмах Дени Вильнёва «Дюна» и «Дюна: Часть вторая» — Джош Бролин. Рецензенты отмечают, что Бролин больше всего похож на книжное описание героя. При этом у Вильнёва Халлек во многом поменялся местами с Дунканом Айдахо: именно он оказывается в фильмах учителем и лучшим другом Пола Атрейдеса.